# Біде

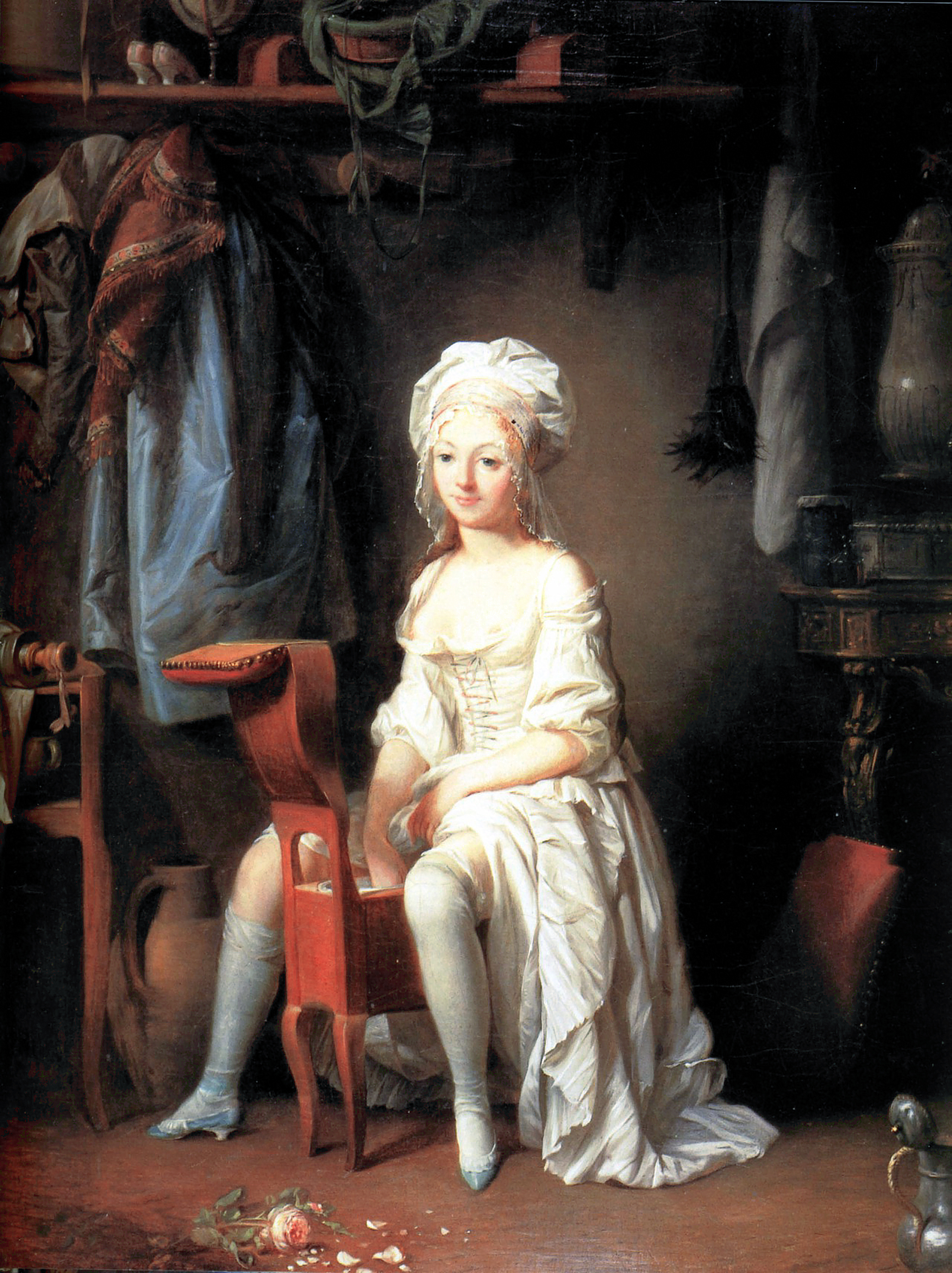
Біде XVIII століття. Картина Л.-Л. Буальї

Біде́ (фр. bidet, дос. «поні, коник») — невелика ванна для миття зовнішніх статевих органів та ануса, зазвичай встановлюється поруч з унітазом. Біде вперше стали застосовувати у Франції в 17 столітті. І досьогодні це досить популярний різновид сантехніки. Зазвичай виготовляється з санфаянсу. Альтернатива: туалетний папір та гігієнічний душ.

## Галерея

Біде 1700
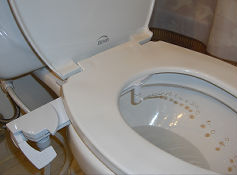
Біде з додатком
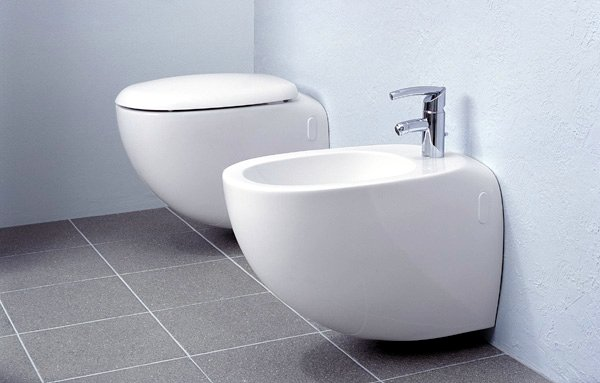
Унітаз (далі) і біде (ближче)